# Hopman Cup 2007
La Hopman Cup 2007 è stata la 19ª edizione della Hopman Cup, torneo di tennis riservato a squadre miste. 
Vi hanno partecipato 8 squadre di tutti i continenti e si è disputata al Burswood Entertainment Complex di Perth in Australia,
dal 30 dicembre 2006 al 5 gennaio 2007. La vittoria è andata alla coppia russa formata da Nadia Petrova e Dmitrij Tursunov,
che hanno battuto la coppia della Spagna formata da Tommy Robredo e Anabel Medina Garrigues.

## Squadre

### Teste di serie
1. Russia – Nadia Petrova e Dmitrij Tursunov (campioni)
2. Spagna – Anabel Medina Garrigues e Tommy Robredo (finalisti)
3. Rep. Ceca – Lucie Šafářová e Tomáš Berdych
4. Stati Uniti – Ashley Harkleroad e Mardy Fish

### Non teste di serie
- Australia – Alicia Molik e Mark Philippoussis1
- Croazia – Sanja Ancic e Mario Ančić
- Francia – Tatiana Golovin e Jérôme Haehnel
- India – Sania Mirza e Rohan Bopanna

1Mark Philippoussis è stato sostituito nell'ultimo incontro da Nathan Healey.

## Gruppo A

### Classifica
| Posizione | Nazione     | V | S | Incontri | Set     |
| --------- | ----------- | - | - | -------- | ------- |
| 1.        | Russia      | 2 | 1 | 6 – 3    | 13 – 6  |
| 2.        | Francia     | 2 | 1 | 5 – 4    | 10 – 10 |
| 3.        | Australia   | 2 | 1 | 4 – 5    | 8 – 12  |
| 4.        | Stati Uniti | 0 | 3 | 3 – 6    | 9 – 12  |

### Australia vs. Russia
| Australia 2 | Burswood Entertainment Complex, Perth 30 dicembre 2006, 10:00 AWST (UTC+8) Cemento indoor | Burswood Entertainment Complex, Perth 30 dicembre 2006, 10:00 AWST (UTC+8) Cemento indoor | Russia 1 |      |     |  |
| \| \| \| \| 1 \| 2 \| 3 \| \| \| - \| \| ------------------------------------------------------------------ \| --- \| ---- \| --- \| \| \| 1 \| \| Alicia Molik Nadia Petrova \| 6 2 \| 2 6 \| 6 2 \| \| \| 2 \| \| Mark Philippoussis Dmitrij Tursunov \| 6 4 \| 7 60 \| \| \| \| 3 \| \| Alicia Molik / Mark Philippoussis Nadia Petrova / Dmitrij Tursunov \| 6 7 \| 1 6 \| \| \| |                                                                                           |                                                                                           |          |      |     |  |
| |                                                                                           |                                                                                           | 1        | 2    | 3   |  |
| 1 | Australia (bandiera) · Russia (bandiera)                                                  | Alicia Molik Nadia Petrova                                                                | 6 2      | 2 6  | 6 2 |  |
| 2 | Australia (bandiera) · Russia (bandiera)                                                  | Mark Philippoussis Dmitrij Tursunov                                                       | 6 4      | 7 60 |     |  |
| 3 | Australia (bandiera) · Russia (bandiera)                                                  | Alicia Molik / Mark Philippoussis Nadia Petrova / Dmitrij Tursunov                        | 6 7      | 1 6  |     |  |

### Francia vs. Stati Uniti
| Francia 2 | Burswood Entertainment Complex, Perth 30 dicembre 2006, 17:30 AWST (UTC+8) Cemento indoor | Burswood Entertainment Complex, Perth 30 dicembre 2006, 17:30 AWST (UTC+8) Cemento indoor | Stati Uniti 1 |     |      |     |
| \| \| \| \| 1 \| 2 \| 3 \| \| \| - \| \| --------------------------------------------------------------- \| --- \| --- \| ---- \| --- \| \| 1 \| \| Tatiana Golovin Ashley Harkleroad \| 6 3 \| 4 6 \| 6 2 \| \| \| 2 \| \| Jérôme Haehnel Mardy Fish \| 7 5 \| 4 6 \| 7 64 \| \| \| 3 \| \| Tatiana Golovin / Jérôme Haehnel Ashley Harkleroad / Mardy Fish \| \| \| \| w/o \| |                                                                                           |                                                                                           |               |     |      |     |
| |                                                                                           |                                                                                           | 1             | 2   | 3    |     |
| 1 | Francia (bandiera) · Stati Uniti (bandiera)                                               | Tatiana Golovin Ashley Harkleroad                                                         | 6 3           | 4 6 | 6 2  |     |
| 2 | Francia (bandiera) · Stati Uniti (bandiera)                                               | Jérôme Haehnel Mardy Fish                                                                 | 7 5           | 4 6 | 7 64 |     |
| 3 | Francia (bandiera) · Stati Uniti (bandiera)                                               | Tatiana Golovin / Jérôme Haehnel Ashley Harkleroad / Mardy Fish                           |               |     |      | w/o |

### Russia vs. Stati Uniti
| Russia 2 | Burswood Entertainment Complex, Perth 2 gennaio 2007, 10:00 AWST (UTC+8) Cemento indoor | Burswood Entertainment Complex, Perth 2 gennaio 2007, 10:00 AWST (UTC+8) Cemento indoor | Stati Uniti 1 |     |   |  |
| \| \| \| \| 1 \| 2 \| 3 \| \| \| - \| \| --------------------------------------------------------------- \| --- \| --- \| - \| \| \| 1 \| \| Nadia Petrova Ashley Harkleroad \| 6 3 \| 6 0 \| \| \| \| 2 \| \| Dmitrij Tursunov Mardy Fish \| 1 6 \| 4 6 \| \| \| \| 3 \| \| Nadia Petrova / Dmitrij Tursunov Ashley Harkleroad / Mardy Fish \| 6 3 \| 7 5 \| \| \| |                                                                                         |                                                                                         |               |     |   |  |
| |                                                                                         |                                                                                         | 1             | 2   | 3 |  |
| 1 | Russia (bandiera) · Stati Uniti (bandiera)                                              | Nadia Petrova Ashley Harkleroad                                                         | 6 3           | 6 0 |   |  |
| 2 | Russia (bandiera) · Stati Uniti (bandiera)                                              | Dmitrij Tursunov Mardy Fish                                                             | 1 6           | 4 6 |   |  |
| 3 | Russia (bandiera) · Stati Uniti (bandiera)                                              | Nadia Petrova / Dmitrij Tursunov Ashley Harkleroad / Mardy Fish                         | 6 3           | 7 5 |   |  |

### Francia vs. Australia
| Francia 3 | Burswood Entertainment Complex, Perth 2 gennaio 2007, 17:30 AWST (UTC+8) Cemento indoor | Burswood Entertainment Complex, Perth 2 gennaio 2007, 17:30 AWST (UTC+8) Cemento indoor | Australia 0 |     |   |        |
| \| \| \| \| 1 \| 2 \| 3 \| \| \| - \| \| ------------------------------------------------------------------ \| --- \| --- \| - \| ------ \| \| 1 \| \| Tatiana Golovin Alicia Molik \| 7 5 \| 6 2 \| \| \| \| 2 \| \| Jérôme Haehnel Mark Philippoussis \| 4 1 \| \| \| ritiro \| \| 3 \| \| Tatiana Golovin / Jérôme Haehnel Alicia Molik / Mark Philippoussis \| \| \| \| w/o \| |                                                                                         |                                                                                         |             |     |   |        |
| |                                                                                         |                                                                                         | 1           | 2   | 3 |        |
| 1 | Francia (bandiera) · Australia (bandiera)                                               | Tatiana Golovin Alicia Molik                                                            | 7 5         | 6 2 |   |        |
| 2 | Francia (bandiera) · Australia (bandiera)                                               | Jérôme Haehnel Mark Philippoussis                                                       | 4 1         |     |   | ritiro |
| 3 | Francia (bandiera) · Australia (bandiera)                                               | Tatiana Golovin / Jérôme Haehnel Alicia Molik / Mark Philippoussis                      |             |     |   | w/o    |

### Francia vs. Russia
| Francia 0 | Burswood Entertainment Complex, Perth 4 gennaio 2007, 10:00 AWST (UTC+8) Cemento indoor | Burswood Entertainment Complex, Perth 4 gennaio 2007, 10:00 AWST (UTC+8) Cemento indoor | Russia 3 |     |   |  |
| \| \| \| \| 1 \| 2 \| 3 \| \| \| - \| \| ----------------------------------------------------------------- \| ---- \| --- \| - \| \| \| 1 \| \| Tatiana Golovin Nadia Petrova \| 62 7 \| 0 6 \| \| \| \| 2 \| \| Jérôme Haehnel Dmitrij Tursunov \| 1 6 \| 4 6 \| \| \| \| 3 \| \| Tatiana Golovin / Jérôme Haehnel Nadia Petrova / Dmitrij Tursunov \| 4 6 \| 2 6 \| \| \| |                                                                                         |                                                                                         |          |     |   |  |
| |                                                                                         |                                                                                         | 1        | 2   | 3 |  |
| 1 | Francia (bandiera) · Russia (bandiera)                                                  | Tatiana Golovin Nadia Petrova                                                           | 62 7     | 0 6 |   |  |
| 2 | Francia (bandiera) · Russia (bandiera)                                                  | Jérôme Haehnel Dmitrij Tursunov                                                         | 1 6      | 4 6 |   |  |
| 3 | Francia (bandiera) · Russia (bandiera)                                                  | Tatiana Golovin / Jérôme Haehnel Nadia Petrova / Dmitrij Tursunov                       | 4 6      | 2 6 |   |  |

### Australia vs. Stati Uniti
| Australia 2 | Burswood Entertainment Complex, Perth 4 gennaio, 2007, 10:00 AWST (UTC+8) Cemento indoor | Burswood Entertainment Complex, Perth 4 gennaio, 2007, 10:00 AWST (UTC+8) Cemento indoor | Stati Uniti 1 |     |     |  |
| \| \| \| \| 1 \| 2 \| 3 \| \| \| - \| \| ----------------------------------------------------------- \| --- \| --- \| --- \| \| \| 1 \| \| Alicia Molik Ashley Harkleroad \| 3 6 \| 6 4 \| 6 4 \| \| \| 2 \| \| Nathan Healey Mardy Fish \| 5 7 \| 5 7 \| \| \| \| 3 \| \| Alicia Molik / Nathan Healey Ashley Harkleroad / Mardy Fish \| 6 4 \| 7 5 \| \| \| |                                                                                          |                                                                                          |               |     |     |  |
| |                                                                                          |                                                                                          | 1             | 2   | 3   |  |
| 1 | Australia (bandiera) · Stati Uniti (bandiera)                                            | Alicia Molik Ashley Harkleroad                                                           | 3 6           | 6 4 | 6 4 |  |
| 2 | Australia (bandiera) · Stati Uniti (bandiera)                                            | Nathan Healey Mardy Fish                                                                 | 5 7           | 5 7 |     |  |
| 3 | Australia (bandiera) · Stati Uniti (bandiera)                                            | Alicia Molik / Nathan Healey Ashley Harkleroad / Mardy Fish                              | 6 4           | 7 5 |     |  |

## Gruppo B

### Classifica
| Posizione | Nazione   | V | S | Incontri | Set     |
| --------- | --------- | - | - | -------- | ------- |
| 1.        | Spagna    | 2 | 1 | 6 – 3    | 14 – 8  |
| 2.        | India     | 2 | 1 | 5 – 4    | 11 – 11 |
| 3.        | Rep. Ceca | 1 | 2 | 4 – 5    | 9 – 11  |
| 4.        | Croazia   | 1 | 2 | 3 – 6    | 8 – 12  |

### India vs. Repubblica Ceca
| India 2 | Burswood Entertainment Complex, Perth 31 dicembre, 2006, 10:00 AWST (UTC+8) Cemento indoor | Burswood Entertainment Complex, Perth 31 dicembre, 2006, 10:00 AWST (UTC+8) Cemento indoor | Rep. Ceca 1 |     |      |  |
| \| \| \| \| 1 \| 2 \| 3 \| \| \| - \| \| ---------------------------------------------------------- \| --- \| --- \| ---- \| \| \| 1 \| \| Sania Mirza Lucie Šafářová \| 6 2 \| 6 2 \| \| \| \| 2 \| \| Rohan Bopanna Tomáš Berdych \| 2 6 \| 2 6 \| \| \| \| 3 \| \| Sania Mirza / Rohan Bopanna Lucie Šafářová / Tomáš Berdych \| 6 3 \| 5 7 \| 7 65 \| \| |                                                                                            |                                                                                            |             |     |      |  |
| |                                                                                            |                                                                                            | 1           | 2   | 3    |  |
| 1 | India (bandiera) · Rep. Ceca (bandiera)                                                    | Sania Mirza Lucie Šafářová                                                                 | 6 2         | 6 2 |      |  |
| 2 | India (bandiera) · Rep. Ceca (bandiera)                                                    | Rohan Bopanna Tomáš Berdych                                                                | 2 6         | 2 6 |      |  |
| 3 | India (bandiera) · Rep. Ceca (bandiera)                                                    | Sania Mirza / Rohan Bopanna Lucie Šafářová / Tomáš Berdych                                 | 6 3         | 5 7 | 7 65 |  |

### Spagna vs. Croazia
| Spagna 3 | Burswood Entertainment Complex, Perth 1º gennaio, 2007, 10:00 AWST (UTC+8) Cemento indoor | Burswood Entertainment Complex, Perth 1º gennaio, 2007, 10:00 AWST (UTC+8) Cemento indoor | Croazia 0 |     |     |  |
| \| \| \| \| 1 \| 2 \| 3 \| \| \| - \| \| ----------------------------------------------------------------- \| --- \| --- \| --- \| \| \| 1 \| \| Anabel Medina Garrigues Sanja Ancic \| 6 3 \| 6 1 \| \| \| \| 2 \| \| Tommy Robredo Mario Ančić \| 3 6 \| 7 5 \| 6 3 \| \| \| 3 \| \| Anabel Medina Garrigues / Tommy Robredo Sanja Ancic / Mario Ančić \| 6 4 \| 6 2 \| \| \| |                                                                                           |                                                                                           |           |     |     |  |
| |                                                                                           |                                                                                           | 1         | 2   | 3   |  |
| 1 | Spagna (bandiera) · Croazia (bandiera)                                                    | Anabel Medina Garrigues Sanja Ancic                                                       | 6 3       | 6 1 |     |  |
| 2 | Spagna (bandiera) · Croazia (bandiera)                                                    | Tommy Robredo Mario Ančić                                                                 | 3 6       | 7 5 | 6 3 |  |
| 3 | Spagna (bandiera) · Croazia (bandiera)                                                    | Anabel Medina Garrigues / Tommy Robredo Sanja Ancic / Mario Ančić                         | 6 4       | 6 2 |     |  |

### Spagna vs. Repubblica Ceca
| Spagna 1 | Burswood Entertainment Complex, Perth 3 gennaio, 2007, 10:00 AWST (UTC+8) Cemento indoor | Burswood Entertainment Complex, Perth 3 gennaio, 2007, 10:00 AWST (UTC+8) Cemento indoor | Rep. Ceca 2 |     |     |  |
| \| \| \| \| 1 \| 2 \| 3 \| \| \| - \| \| ---------------------------------------------------------------------- \| --- \| --- \| --- \| \| \| 1 \| \| Anabel Medina Garrigues Lucie Šafářová \| 6 4 \| 4 6 \| 4 6 \| \| \| 2 \| \| Tommy Robredo Tomáš Berdych \| 5 7 \| 1 6 \| \| \| \| 3 \| \| Anabel Medina Garrigues / Tommy Robredo Lucie Šafářová / Tomáš Berdych \| 7 5 \| 6 2 \| \| \| |                                                                                          |                                                                                          |             |     |     |  |
| |                                                                                          |                                                                                          | 1           | 2   | 3   |  |
| 1 | Spagna (bandiera) · Rep. Ceca (bandiera)                                                 | Anabel Medina Garrigues Lucie Šafářová                                                   | 6 4         | 4 6 | 4 6 |  |
| 2 | Spagna (bandiera) · Rep. Ceca (bandiera)                                                 | Tommy Robredo Tomáš Berdych                                                              | 5 7         | 1 6 |     |  |
| 3 | Spagna (bandiera) · Rep. Ceca (bandiera)                                                 | Anabel Medina Garrigues / Tommy Robredo Lucie Šafářová / Tomáš Berdych                   | 7 5         | 6 2 |     |  |

### Croazia vs. India
| Croazia 1 | Burswood Entertainment Complex, Perth 3 gennaio, 2007, 17:30 AWST (UTC+8) Cemento indoor | Burswood Entertainment Complex, Perth 3 gennaio, 2007, 17:30 AWST (UTC+8) Cemento indoor | India 2 |      |      |  |
| \| \| \| \| 1 \| 2 \| 3 \| \| \| - \| \| ----------------------------------------------------- \| ---- \| ---- \| ---- \| \| \| 1 \| \| Sanja Ancic Sania Mirza \| 2 6 \| 3 6 \| \| \| \| 2 \| \| Mario Ančić Rohan Bopanna \| 7 62 \| 7 64 \| \| \| \| 3 \| \| Sanja Ancic / Mario Ančić Sania Mirza / Rohan Bopanna \| 6 3 \| 3 6 \| 69 7 \| \| |                                                                                          |                                                                                          |         |      |      |  |
| |                                                                                          |                                                                                          | 1       | 2    | 3    |  |
| 1 | Croazia (bandiera) · India (bandiera)                                                    | Sanja Ancic Sania Mirza                                                                  | 2 6     | 3 6  |      |  |
| 2 | Croazia (bandiera) · India (bandiera)                                                    | Mario Ančić Rohan Bopanna                                                                | 7 62    | 7 64 |      |  |
| 3 | Croazia (bandiera) · India (bandiera)                                                    | Sanja Ancic / Mario Ančić Sania Mirza / Rohan Bopanna                                    | 6 3     | 3 6  | 69 7 |  |

### Spagna vs. India
| Spagna 2 | Burswood Entertainment Complex, Perth 4 gennaio, 2007, 17:30 AWST (UTC+8) Cemento indoor | Burswood Entertainment Complex, Perth 4 gennaio, 2007, 17:30 AWST (UTC+8) Cemento indoor | India 1 |     |      |  |
| \| \| \| \| 1 \| 2 \| 3 \| \| \| - \| \| ------------------------------------------------------------------- \| ---- \| --- \| ---- \| \| \| 1 \| \| Anabel Medina Garrigues Sania Mirza \| 3 6 \| 6 1 \| 6 3 \| \| \| 2 \| \| Tommy Robredo Rohan Bopanna \| 6 2 \| 6 3 \| \| \| \| 3 \| \| Anabel Medina Garrigues / Tommy Robredo Sania Mirza / Rohan Bopanna \| 7 65 \| 2 6 \| 69 7 \| \| |                                                                                          |                                                                                          |         |     |      |  |
| |                                                                                          |                                                                                          | 1       | 2   | 3    |  |
| 1 | Spagna (bandiera) · India (bandiera)                                                     | Anabel Medina Garrigues Sania Mirza                                                      | 3 6     | 6 1 | 6 3  |  |
| 2 | Spagna (bandiera) · India (bandiera)                                                     | Tommy Robredo Rohan Bopanna                                                              | 6 2     | 6 3 |      |  |
| 3 | Spagna (bandiera) · India (bandiera)                                                     | Anabel Medina Garrigues / Tommy Robredo Sania Mirza / Rohan Bopanna                      | 7 65    | 2 6 | 69 7 |  |

### Repubblica Ceca vs. Croazia
| Rep. Ceca 1 | Burswood Entertainment Complex, Perth 4 gennaio, 2007, 17:30 AWST (UTC+8) Cemento indoor | Burswood Entertainment Complex, Perth 4 gennaio, 2007, 17:30 AWST (UTC+8) Cemento indoor | Croazia 2 |     |   |     |
| \| \| \| \| 1 \| 2 \| 3 \| \| \| - \| \| -------------------------------------------------------- \| ---- \| --- \| - \| --- \| \| 1 \| \| Lucie Šafářová Sanja Ancic \| 6 4 \| 6 3 \| \| \| \| 2 \| \| Tomáš Berdych Mario Ančić \| 62 7 \| 4 6 \| \| \| \| 3 \| \| Lucie Šafářová / Tomáš Berdych Sanja Ancic / Mario Ančić \| \| \| \| w/o \| |                                                                                          |                                                                                          |           |     |   |     |
| |                                                                                          |                                                                                          | 1         | 2   | 3 |     |
| 1 | Rep. Ceca (bandiera) · Croazia (bandiera)                                                | Lucie Šafářová Sanja Ancic                                                               | 6 4       | 6 3 |   |     |
| 2 | Rep. Ceca (bandiera) · Croazia (bandiera)                                                | Tomáš Berdych Mario Ančić                                                                | 62 7      | 4 6 |   |     |
| 3 | Rep. Ceca (bandiera) · Croazia (bandiera)                                                | Lucie Šafářová / Tomáš Berdych Sanja Ancic / Mario Ančić                                 |           |     |   | w/o |

## Finale

### Russia vs. Spagna
| Russia 2 | Burswood Entertainment Complex, Perth 5 gennaio 2007, 17:00 AWST UTC+8 Cemento indoor | Burswood Entertainment Complex, Perth 5 gennaio 2007, 17:00 AWST UTC+8 Cemento indoor | Spagna 0 |     |   |             |
| \| \| \| \| 1 \| 2 \| 3 \| \| \| - \| \| ------------------------------------------------------------------------ \| --- \| --- \| - \| ----------- \| \| 1 \| \| Nadia Petrova Anabel Medina Garrigues \| 6 0 \| 6 4 \| \| \| \| 2 \| \| Dmitrij Tursunov Tommy Robredo \| 6 4 \| 7 5 \| \| \| \| 3 \| \| Nadia Petrova / Dmitrij Tursunov Anabel Medina Garrigues / Tommy Robredo \| \| \| \| non giocato \| |                                                                                       |                                                                                       |          |     |   |             |
| |                                                                                       |                                                                                       | 1        | 2   | 3 |             |
| 1 | Russia (bandiera) · Spagna (bandiera)                                                 | Nadia Petrova Anabel Medina Garrigues                                                 | 6 0      | 6 4 |   |             |
| 2 | Russia (bandiera) · Spagna (bandiera)                                                 | Dmitrij Tursunov Tommy Robredo                                                        | 6 4      | 7 5 |   |             |
| 3 | Russia (bandiera) · Spagna (bandiera)                                                 | Nadia Petrova / Dmitrij Tursunov Anabel Medina Garrigues / Tommy Robredo              |          |     |   | non giocato |